# Линията (Саудитска Арабия)
Линията (The Line, на арабски: ذا لاين) е планиран за създаване град в района Неом в северозападната част на Саудитска Арабия, в административен окръг Табук. Градът трябва да стане умен, линеен и най-екологичният в света: в него не трябва да има автомобили и въглеродни емисии. Основа на града ще бъде мегасграда, дълга 170 km , широка 200 m и висока 500 m. В проекта е заложено да се приложи нова концепция, т.нар. „безгравитационен урбанизъм“, означаващ триизмерно разположение на инфраструктурните обекти на града (като паркове, училища, магазини, жилищни и работни помещения), т.е. един слой над друг, което трябва да осигури петминутна пешеходна достъпност до всички ежедневни потребности.
„Линията“ ще стане първата постройка в града Неом от проекта Визия на Саудитска Арабия 2030, която трябва да доведе до създаването на 380 000 работни места и до прибавянето на до 48 млрд. щатски долара към БВП на страната.
Към октомври 2022 г. изкопните работи са започнати по протежението на всичките 170 km.